# Aloinopsis rubrolineata
Aloinopsis rubrolineata är en isörtsväxtart som först beskrevs av Nicholas Edward Brown, och fick sitt nu gällande namn av Schwant. Aloinopsis rubrolineata ingår i släktet Aloinopsis och familjen isörtsväxter. Inga underarter finns listade i Catalogue of Life.

## Bildgalleri

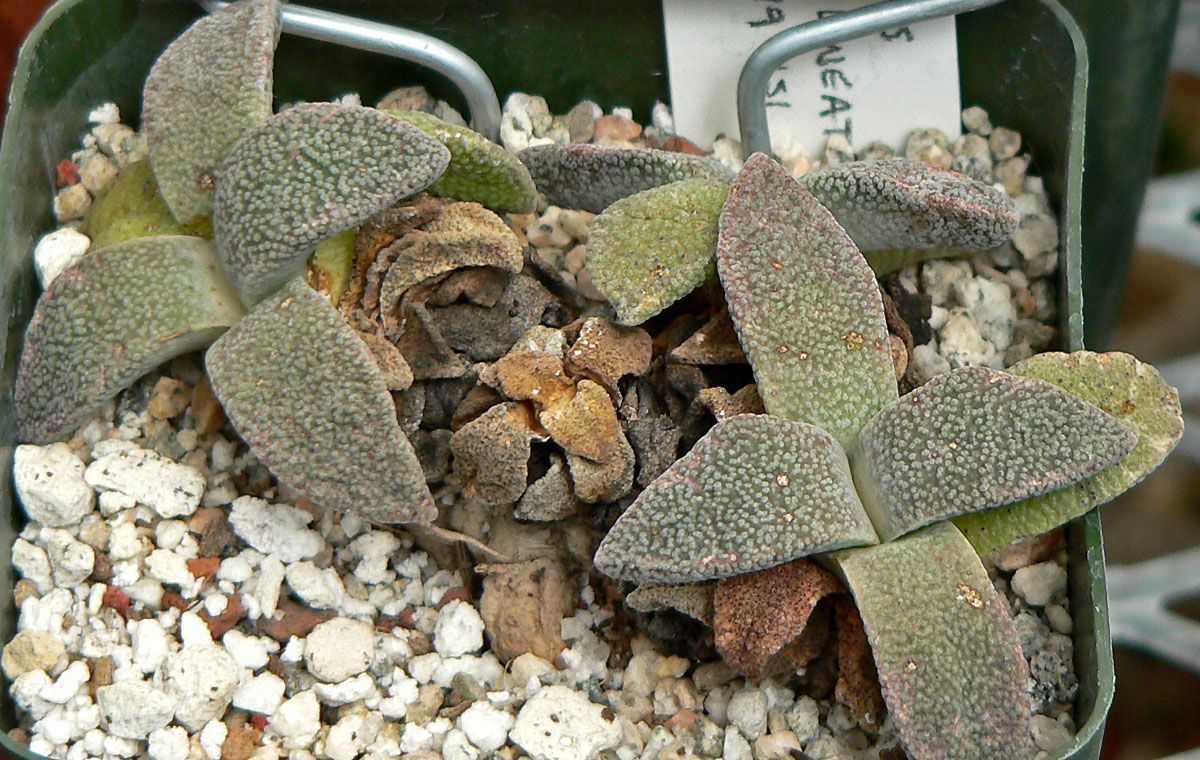
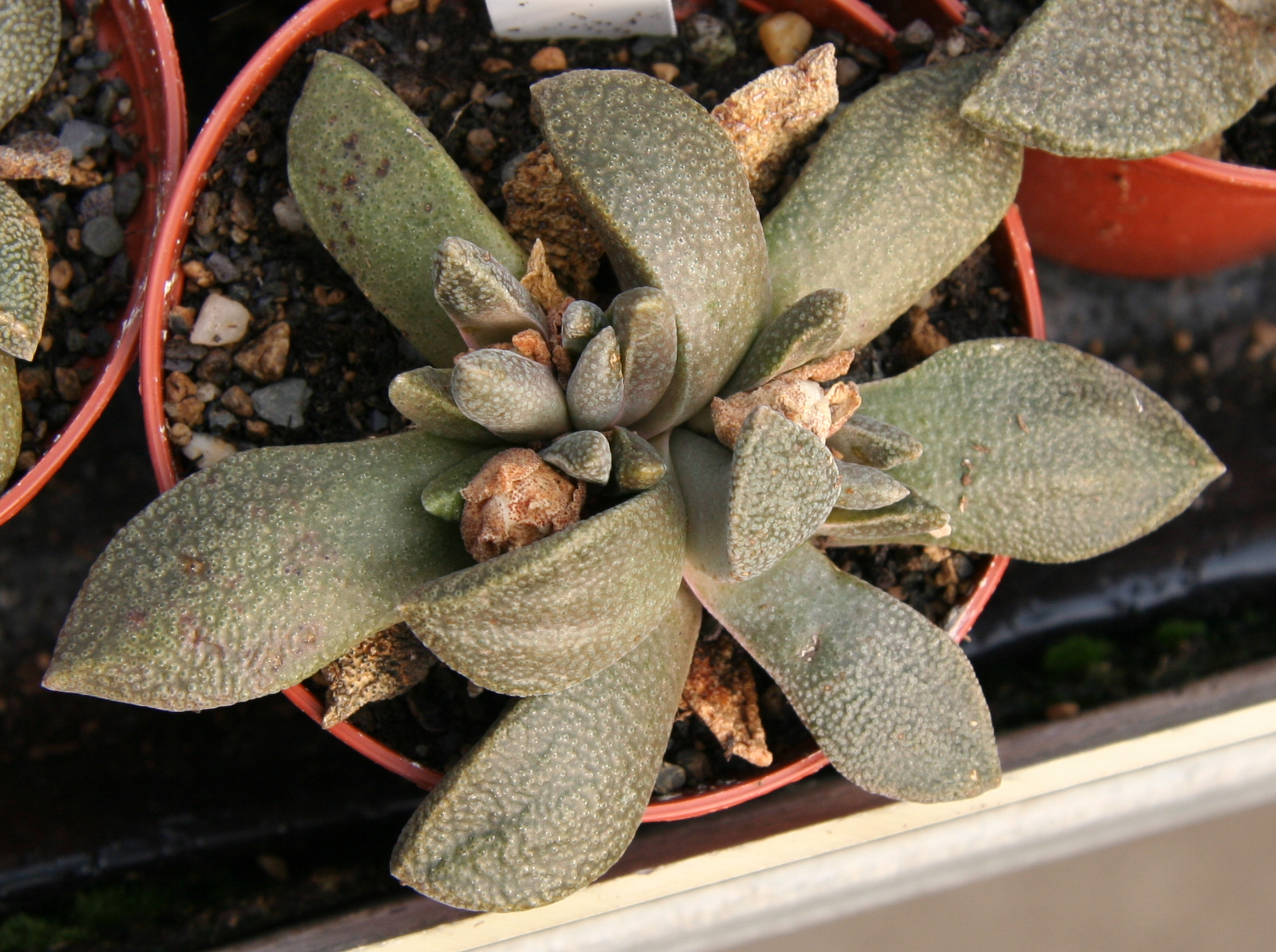